# Dekanat sieneński (eparchia witebska i orszańska)
Dekanat sieneński – jeden z dwudziestu jeden dekanatów wchodzących w skład eparchii witebskiej i orszańskiej Egzarchatu Białoruskiego Patriarchatu Moskiewskiego.
Dziekanem jest protojerej Nikołaj Wołoczkowicz.

## Parafie w dekanacie[1]
- Parafia Świętych Piotra i Pawła w Boguszewsku
  - Cerkiew Świętych Piotra i Pawła w Boguszewsku
- Parafia Kazańskiej Ikony Matki Bożej w Janowie
  - Cerkiew Kazańskiej Ikony Matki Bożej w Janowie
- Parafia św. Spirydona Cudotwórcy w Moszkanach
  - Cerkiew św. Spirydona Cudotwórcy w Moszkanach
- Parafia św. Mikołaja Cudotwórcy w Siennie
  - Cerkiew św. Mikołaja Cudotwórcy w Siennie